# نقمي-إبو
نقمي-إبو، يطلق عليه أيضًا اسم نقميبا (حكم ما بين العامين 1700- 1675 ق م )، خَلَف والده 
ياريم-ليم الثاني على عرش يمحاض.

## فترة حُكمه

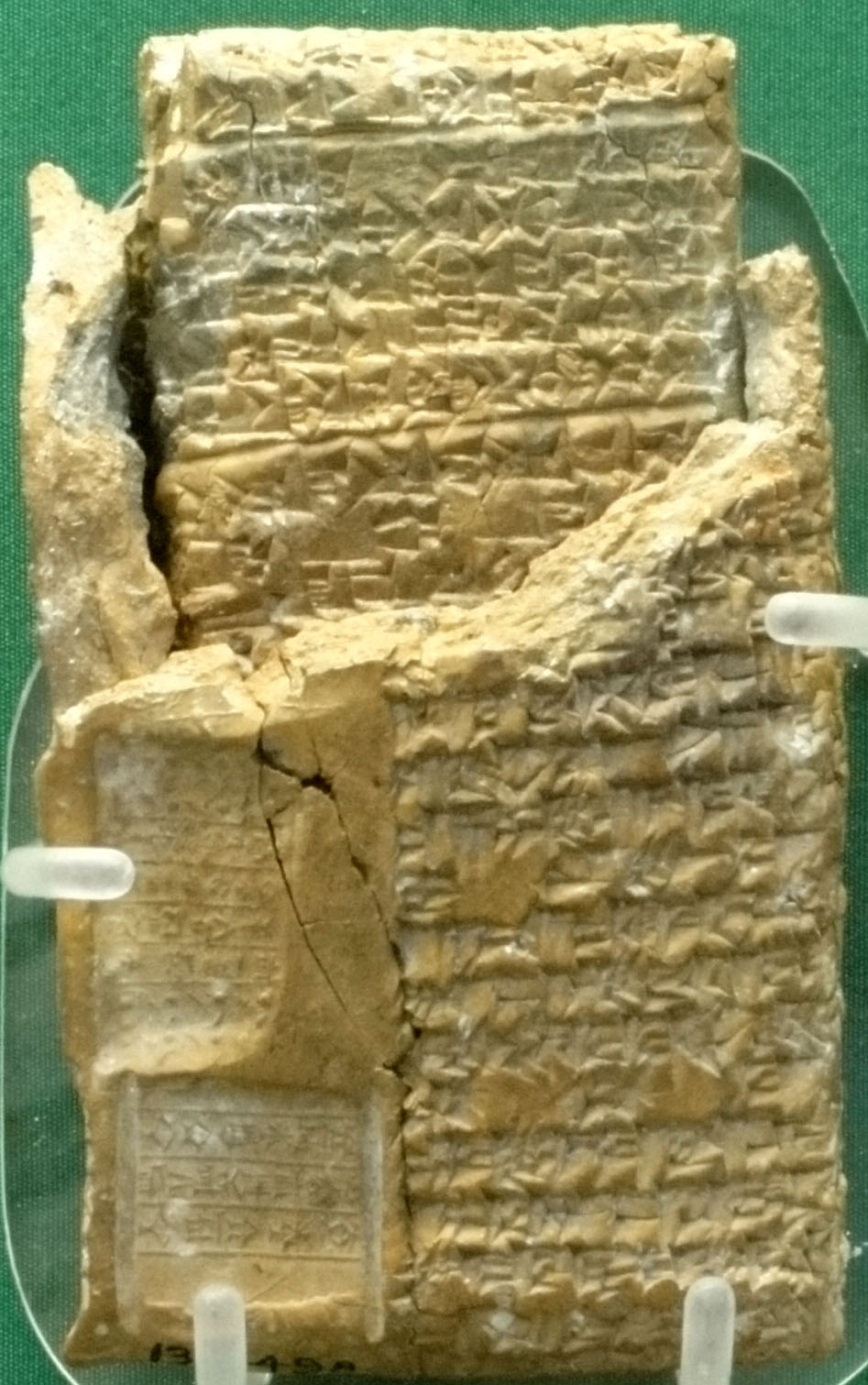
رسالة من نقمي-إبو إلى ملك ألالاخ.

تم استقاء معظم ما نملك من معلومات بشأن نقمي-إبو من التنقيبات الأثرية التي أُجريت في ألالاخ، في حين مازالت التنقيبات الأثرية في حلب محدودة. تم التثبّت من وجود نقمي-إبو من خلال ختمه الموجود على ظرفٍ ضم مجموعة من الرقيمات.
توفي ياريم-ليم ملك ألالاخ وعم ياريم-ليم الثاني في عهد نقمي-إبو، علمًا بأن ألالاخ كانت خاضعةً لسلطة يمحاض. خَلَف أميتاكوم ابن ياريم-ليم والده على عرش ألالاخ، و قد شهد عهده ترسيخ حالٍ من شبه الاستقلال لمملكته.
ذكرت الرقيمات النَّذر الذي كان على شكل صنمٍ لنقمي-إبو و الذي قدّمه نقمي-إبو للإله حدد واضعًا إياه في معبده.
أهم ما قام به نقمي-إبو هو اجتياحه مدينة أرازيك المحاذية لكركميش، فقد شكّل حدث سقوط هذه المدينة أهميةً كبيرةً إلى حد استخدامه للتأريخ في بعض الحالات.

### ختم نقمي-إبو
تضمن ختم نقمي-إبو اسمه مكتوبًا بالكتابة المسمارية، بالإضافة إلى رسمٍ له و هو يضع التاج الملكي على رأسه واقفا أمام إلهتين إحداهما تلبس زيًا سوريًا و الأخرى بزيٍ بابلي.

## الوفاة و الخلافة
توفي نقمي-إبو عام 1675 ق م، وقد كان لديه العديد من الأبناءٍ كما يبدو و من بينهم إركابتوم الذي خَلَفَه مباشرةً، إضافةً إلى أبا-إيل، و ياريم-ليم الثالث، كما أن حمورابي الثالث آخر ملكٍ ليمحاض قبل غزوها من قبل الحيثيين قد يكون ابنًا لنقمي-إبو أيضًا.